# 殼層
在電腦科學中指「為使用者提供使用者介面」的軟體，通常指的是命令行界面的解析器。一般來說，這個詞是指作業系統中提供存取内核所提供之服務的程式。Shell也用于泛指所有为用户提供操作界面的程序，也就是程序和用户交互的層面。因此与之相对的是内核（英語：Kernel），内核不提供和用户的交互功能。
不過這個詞也拿來指應用軟體，或是任何在特定元件外圍的軟體，例如瀏覽器或電子郵件軟體是HTML排版引擎的Shell。Shell這個詞是來自於作業系統（核心）與使用者介面的外層介面。
通常將shell分為兩類：命令列與圖形介面。命令列殼層提供一個命令行界面（CLI）；而圖形殼層提供一個圖形使用者介面（GUI）。

## 歷史
殼層（shell）這個說法起源於路易斯·普贊（Louis Pouzin），在1964年至1965年間首次提出，隨後在Multics（MULTiplexed Information and Computing System）計畫中首次被實作出來。
Unix上的第一個Unix殼層（Unix shell）是肯·湯普遜（Ken Thompson）以Multics上的shell為範本，所寫出的Thompson shell。
微软的Windows操作系统也提供了命令行殼層的功能，它们是Windows 95 / 98下的command.com、Windows NT内核下的cmd.exe以及PowerShell；而图形界面壳层即为explorer.exe。

## 殼層列表

### 图形用户界面（GUI）殼層
GUI通常會建構在視窗系統上。
- AmigaOS環境：
  - Workbench（從AmigaOS 2.0之後增加了GUI殼）
  - Ambient（MorphOS）
  - Directory Opus
  - ScalOS
  - Wanderer（AROS.）
- DOS Shell
- Macintosh Finder
- Microsoft Windows環境：
  - Aston shell
  - BB4Win
  - Emerge Desktop
  - Geoshell
  - Litestep
  - 程序管理器
  - Secure Desktop
  - SharpE
  - Windows Explorer
  - UserShell [4]
- X Window System環境或Wayland环境（主要用於類Unix作業系統）：
  - 獨立的X窗口管理器，例如Blackbox與Fluxbox
  - 依靠窗口管理器的完整桌面環境，例如：
    - CDE
    - GNOME
    - Unity（以GNOME作核心）
    - KDE
    - XFCE

### 命令行界面（CLI）殼層

#### Unix或類似作業系統下的殼層
常見或歷史上知名的Unix殼層有：
- Bourne shell（sh） /*'man sh' （页面存档备份，存于）*/
  - Almquist shell（ash） /*'man ash' （页面存档备份，存于）*/
    - Debian Almquist shell（dash） /*'man dash' （页面存档备份，存于）*/

  - Bourne-Again shell（bash） /*'man bash' （页面存档备份，存于）*/
  - Korn shell（ksh） /*'man ksh' （页面存档备份，存于）*/
  - Z shell（zsh） /*'man zsh' （页面存档备份，存于）*/
- C shell（csh） /*'man csh' （页面存档备份，存于）*/
  - TENEX C shell（tcsh） /*'man tcsh' （页面存档备份，存于）*/
- EMACS shell (eshell)
- Es shell（es）
- esh (Unix) – Easy Shell
- friendly interactive shell（fish） /*'man fish' （页面存档备份，存于）*/
- rc shell（rc）– shell for Plan 9 from Bell Labs and Unix
- scsh（Scheme Shell）
- Stand-alone Shell（sash）
- BeanShell（bsh （页面存档备份，存于），bsh.Interpreter , bsh.Console （页面存档备份，存于）） /*'man bsh'[永久]*/
- Rhino JavaScript殼層 （页面存档备份，存于）（org.mozilla.javascript.tools.shell.Main （页面存档备份，存于）） /*'man rhino'*/

以及linux系統上的：'/etc/shells' （页面存档备份，存于）

#### 非Unix作業系統的殼層
- 4DOS, 4OS2, 4NT –  JP Software公司可在在DOS, OS/2，及Windows NT下使用的殼層。Take Command（英语：Take Command (command line interpreter)）程式則是GUI方式的相容程式。
- Amiga CLI/Amiga殼層是稱為Workbench的AmigaOS圖形介面的另一選擇。
- BASIC-PLUS – RSTS/E
- Beemos（BEEMos）–在Windows XP上執行的一個小型專案，提供設定、應用程式等功能，感覺起來像是在另一個作業系統下。
- CANDE MCS– MCP作業系統的指令行殼曾與文字編輯器
- CCP – CP/M作業系統的主控台指令處理器
- cmd.exe –基於OS/2、Windows CE、Windows NT系列作業系統的命令提示字元殼層
- COMMAND.COM – DOS的殼層
- Commodore DOS Wedge – Commodore 64上BASIC 2.0的延伸功能，包括常用磁碟操作的簡略指令
- DCL – OpenVMS的標準殼層，衍生自早期的迪吉多（DEC）作業系統
- DDT – 迪吉多（DEC）PDP-10 偵錯工具，麻省理工學院Incompatible Timesharing System的指令殼層
- DROS – 智能手机上基於Java ME平台的類DOS殼層
- EFI-SHELL –可擴展韌體介面（Extensible Firmware Interface，EFI）指令殼層，它是開放原始碼的
- Google Shell –基於瀏覽器的Google Search前端介面
- iSeries QSHELL – IBM OS/400上的Unix風格殼層
- Macintosh Programmer's Workshop –古典Mac OS軟體開發用的老式指令行環境
- Microsoft BASIC –一些古老8位元電腦上的主要作業環境
- Rexx – IBM的脚本语言（scripting language）
- Singularity shell – Singularity的標準殼層
- Windows PowerShell –命令提示字元的新一代物件導向後繼者（舊稱Monad或Microsoft Shell (MSH)）
- Windows修復主控台– Windows 2000、Windows XP、Windows 2003作業系統的一項功能
- YouShell –用於YouOS，基於JavaScript的指令處理器

## 外部連結
- 命令殼層概觀，Microsoft Technet （页面存档备份，存于）
- The Unix Shell: Introduction